# Vanja Stanković
Vanja Stanković –en serbio, Вања Станковић– (24 de marzo de 1998) es una deportista serbia que compite en taekwondo. Ganó una medalla de oro en el Campeonato Mundial de Taekwondo de 2017, en la categoría de –49 kg.

## Palmarés internacional
| Campeonato Mundial | Campeonato Mundial   | Campeonato Mundial | Campeonato Mundial |
| Año                | Lugar                | Medalla            | Categoría          |
| ------------------ | -------------------- | ------------------ | ------------------ |
| 2017               | Muju (Corea del Sur) | Medalla de oro     | –49 kg             |